# 生駒春奈
生駒 春奈（いこま はるな、1994年5月7日 - ）は、日本の元子役である。奈良県出身。

## 出演

### 舞台・ミュージカル
- アルプスの少女ハイジ（2003年）
- アニー（2004年） - テシー 役
- アニー（2006年） - ジュライ 役
- 葉っぱのフレディ〜いのちの旅〜（2008年） - アン 役
- 森は生きている（2009年）